# دفتر رادیو تلویزیون فرانسه
دفتر رادیو تلویزیون فرانسه (فرانسوی: Office de Radiodiffusion Télévision Française‎) یا به اختصار «اُ. اِر. تِ. اف» (ORTF) نام یک بنگاه ملی رادیو تلویزیونی بود که از سال ۱۹۶۴ تا ۱۹۷۴ میلادی، تهیه، تولید و پخش محصولات رادیویی و تلویزیونی را در کشور فرانسه به‌عهده داشت.
در آغازِ سال ۱۹۴۵ میلادی، خبررسانی در فرانسه به‌طور انحصاری، در دستِ «رادیو فرانسه» (RDF) بود که در سال ۱۹۴۹ میلادی، نامش را به «رادیو تلویزیون فرانسه» (RTF) تغییر دارد و سپس در سال ۱۹۶۴میلادی، «دفتر رادیو تلویزیون فرانسه» (ORTF)، جایگزین آن شد.
اندک‌اندک، این بنگاه رادیو تلویزیونی، با سیل عظیمی از شبکه‌ها و ایستگاه‌های رادیوییِ فرانسوی‌زبان از کشورهای همجوار مواجه و مجبور شد تا با آنها، رقابت تنگاتنگی داشته باشد. برخی از آنها عبارت بودند از: «رادیو مونت‌کارلو» (از موناکو)، «رادیو لوکزامبورگ» (از لوکزامبورگ) و «اُروپ اَن» Europe 1 (از آلمان)
از ۳۱ دسامبر ۱۹۷۴میلادی، «اُ. اِر. تِ. اف» تجزیه و به ۷ شبکه و ایستگاه رادیویی و تلویزیونی کوچکتر تقسیم شد:
- تی‌اف۱
- فرانسه ۲
- فرانسه ۳
- تِ.دِ. اف
- اس.اف. پی
- اینا
- رادیو فرانسه